# Borax Museum
Le Borax Museum est un musée américain à Furnace Creek, dans le comté d'Inyo, en Californie. Il traite de l'histoire de l'exploitation du borax dans ce qui est aujourd'hui le parc national de la vallée de la Mort, dont il est le plus vieux bâtiment. Construit en 1883 dans le canyon Twenty Mule Team, il a été déplacé jusqu'à son emplacement actuel en 1954.
|  |